# رولاند بيزامات
رولاند بيزامات (بالفرنسية: Roland Bezamat)‏ مواليد 26 مايو 1928 في باريس، هو دراج فرنسي. شارك في دورة الألعاب الأولمبية الصيفية وفاز بميدالية أولمبية.

## الميداليات
| الميدالية | المسابقة                       |
| --------- | ------------------------------ |
| برونزية   | الألعاب الأولمبية الصيفية 1952 |

## روابط خارجية
- رولاند بيزامات على موقع أرشيف الدراجات (الإنجليزية)
- رولاند بيزامات على موقع إحصائيات الدراجات الإحترافية (الإنجليزية)
- رولاند بيزامات على موقع اللجنة الأولمبية الدولية (الإنجليزية)
- رولاند بيزامات على موقع أوليمبيديا (الإنجليزية)